# Penicillaria simplexconnectens
Penicillaria simplexconnectens là một loài bướm đêm trong họ Noctuidae.